# Gad Elmaleh
Gad Elmaleh (Casablanca, 19 de abril de 1971) é um ator e comediante de stand up marroquino naturalizado na França.Ele também estrelou em pequenos papéis em vários filmes franceses, incluindo Meia-Noite em Paris, e La Doublure.
Em 17 de dezembro de 2013, foi pai de um rapaz; Raphaël, com  sua  então companheira, Charlotte Casiraghi filha da princesa Caroline de Mônaco e sobrinha do atual príncipe soberano de Mônaco, Albert II, neta de Rainier III e da atriz Grace Kelly.
Ele foi eleito a pessoa mais engraçada da França e em 2007, ele recebeu o título de Cavaleiro da Ordem de Artes e Letras, por sua contribuição ao enriquecimento da cultura francesa.

## Biografia
Nasceu em Casablanca, Marrocos,filho de David e Régine Elmaleh. Sendo criado como um judeu sefardita marroquino,  Gad cresceu em um ambiente culturalmente diversificado, falando árabe marroquino, hebraico, inglês e francês. Quando criança, ele já se apresentava para seu pai fazendo mímicas Ele tem um irmão, Arié, ator e cantor, e irmã, Judith, atriz e encenadora.
Ele estudou no Lycée Maïmonide e no Lycée Lyauteyem Casablanca. Cursou então ciências na Universidade de Montreal no Canadá, por quatro anos, mas não se formou. Em 1992, Elmaleh mudou-se para Paris para estudar drama em Cours Florent sob a tutela da atriz francesa Isabelle Nanty.
Em 2022, Gad se converteu ao catolicismo romano.

## Paternidade
Gad tem dois filhos: o modelo Noé Elmaleh (nascido em 01 de novembro de 2000), fruto da sua relação com a atriz Anne Brochet; e também Raphaël Elmaleh (nascido em 17 de dezembro de 2013), fruto de sua relação com Charlotte Casiraghi.
Ele namorou Charlotte de dezembro de 2011 até julho de 2015. Enquanto estavam juntos, Gad constatou publicamente que não pretendia casar-se com ela. O seu filho Raphaël não está incluso na linha de sucessão ao trono monegasco, pois os seus pais não realizaram o matrimônio. Charlotte não teve interesse em converter-se ao judaísmo e batizou o filho na capela e religião de Mônaco.
Viveu com sua parceira Anne Brochet de 1998 até 2002. O Livro de Brochet intitulado Trajet d'une amoureuse éconduite relatou a história da relação de ambos e o termino do romance. Entre 2009 a 2010, também namorou publicamente a jornalista francesa Marie Drucker.

## Carreira
O primeiro show stand-up de Elmaleh, chamado Décalages, ocorreu no "Palais des glaces" em 1997, foi um show autobiográfico. O show foi lançado em DVD em 23 de janeiro de 2001.
Em contraste com seus dois primeiros shows, o L'autre c'est moi (2005) contém mais improvisação e interação com o público. Ele foi creditado por trazer o estilo de stand-up americano para a França.   Ele voltou ao palco com L'autre, c'est moi em setembro de 2006 no Canadá e nos EUA., na Broadway, no Beacon Theatre, em frente a 3000 espectadores.
Entre abril e agosto de 2007, ele fez seu extremo sucesso na França, Bélgica e Suíça. O espetáculo atraiu mais de 300.000 espectadores. Foi lançado em DVD e vendeu 1.500.000 cópias. Em 15 de julho de 2007, Gad estreou seu quinto show, Papa Est en haut, em Montreal, como parte do festival Just for Laughs.
Em 2016, ele apareceu com Kev Adams na comédia especial M6 Tout est Possible. Durante o show, os dois comediantes executaram uma performance de 10 minutos onde imitaram homens chineses. Foi criticado por ser racista e algumas publicações o apelidaram de yellowface
Apresentou-se várias vezes  em francês e árabe no Marrocos. Em 2015, Gad começou uma turnê americana intitulada "Oh My Gad" nos Estados Unidos, e  mudou-se para Nova York. Apesar de ser fluente em inglês,ele trabalhava com um professor da língua para escrever suas piadas e seus shows são completamente roteirizados, diferente de quando ele apresentava em Francês.
Em 2004,  recebeu um prêmio pelo melhor show de stand-up da SACEM na França. Em 2006 ele recebeu o prêmio Crystal Globes. pela French Press Association, pelo melhor show stanp-up.